# Dietmanns
Dietmanns är en kommun  i Österrike. Den ligger i distriktet Waidhofen an der Thaya i förbundslandet Niederösterreich, 100 km nordväst om huvudstaden Wien. 
Kommunen består av två orter (Ortschaften) (inom parentes invånarantal 1 januari 2024):
- Alt-Dietmanns (620)
- Neu-Dietmanns (425)